# Ярославцев Лог
Яросла́вцев Лог (рос. Ярославцев Лог) — село у складі Родинського району Алтайського краю, Росія. Адміністративний центр та єдиний населений пункт Ярослав-Логівська сільської ради.

## Населення
Населення — 818 осіб (2010; 1082 у 2002).
Національний склад (станом на 2002 рік):
- росіяни — 58 %
- українці — 31 %